# Kelvin Coe
Kelvin Coe (Melbourne, 18 settembre 1946 – Melbourne, 9 luglio 1992) è stato un danzatore australiano.

## Biografia
Nato a Melbourne nel 1946, Kelvin Coe fu notato dalla ballerina Peggy van Praagh nel 1962 e fu scritturato dall'Australian Ballet. Nel 1966 fu promosso al rango di solista e nel 1968 fu proclamato primo ballerino della compagnia; sei anni più tardi fu promosso a premier danseur.
Tra i maggiori ballerini australiani della sua generazione, danzò con l'Australian Ballet in diverse tournée nazionali ed internazionali che toccarono il Regno Unito, gli Stati Uniti e l'Unione Sovietica. Particolarmente apprezzate furono le sue interpretazioni nei ruoli di Albrecht in Giselle ed Espada nel Don Chisciotte di Rudol'f Nureev.
Nel 1974 danzò come étoile ospite con il London Festival Ballet, ottenendo recensioni positive per le sue esibizioni ne Les Sylphides e The Prodigal Son. Dopo una breve parentesi con la Sydney Dance Company, nel 1985 tornò all'Australian Ballet School dove insegnò danza fino al 1991. Dichiaratamente omosessuale, morì di AIDS l'anno successivo.